# フェラーリ・SF-24
フェラーリ・SF-24 (Ferrari SF-24) は、スクーデリア・フェラーリが2024年のF1世界選手権参戦用に開発したフォーミュラ1カーである。
開発コードは676となる。

## 概要
2024年2月13日に発表された。車名の「SF-24」は、「Scuderia Ferrari 2024」よりとなることが2月7日に発表された。また史上初めて、発表会はオンラインだけのものになった。
SF-24は新世代のF1グラウンドエフェクトの3番目のマシンだが、見た目からして過去2年の伝統を打ち破るものになった。エンリコ・カルディレ率いるデザイングループは、シャルル・ルクレールとカルロス・サインツが運転しやすく、予測通りの反応をするマシンを目指し、昨シーズンの最後の数レースでドライバーたちがコックピットで感じたポジティブなフィーリングを出発点とした。目標は、彼らの間違いない運転技術を組み合わせることで、パワーユニットのポテンシャルを最大限に発揮させるようにすることである。
また一見したところ、マシンの外観は先代とは大きく異なっており、これはカラーリングも同様である。昨年11月のラスベガスで好評を博したホワイトが、フェラーリのセカンドカラーであるイエローとともに再び登場した。これはモデナとのつながりを示すものであると同時に、マラネッロにおけるF1以外の主なレース活動、すなわちFIA 世界耐久選手権を意識したものでもある。昨年と同様、SF-24とWEC車両の499Pは同じ赤の色調を共有しており、今年もF1マシンはマット仕上げとなっている。フェラーリのF1マシンがイエローをフィーチャーするのはこれが初めてではないが、イエローの縦縞は1968年以来で、今年は初めてホワイトと組み合わされた。そのため例年よりも黒が少なく、フロア、バージボード、ヘイローの一部、その他の小さな部分に限られている。ホイールはレッドにホワイトとイエローのダブルストライプが入り、これらのカラーはレース番号の16と55にも使用されており、マラネッロブランドの公式フォントであるFerrari Sansが今回も斜体で引き続き使用されている。

## 記録
（key）
| 年   | No. | ドライバー | BHR | SAU | AUS | JPN | CHN | CHN | MIA | MIA | EMI | MON | CAN | ESP | AUT | AUT | GBR | HUN | BEL | NED | ITA | AZE | SIN | USA | USA | MEX | SÃO | SÃO | LVG | QAT | QAT | ABU | ポイント | ランキング |
| ---- | --- | ---------- | --- | --- | --- | --- | --- | --- | --- | --- | --- | --- | --- | --- | --- | --- | --- | --- | --- | --- | --- | --- | --- | --- | --- | --- | --- | --- | --- | --- | --- | --- | -------- | ---------- |
| 2024 | 16  | ルクレール | 4   | 3   | 2   | 4   | 4   | 4   | 2   | 3   | 3   | 1   | Ret | 5   | 7   | 11  | 14  | 4   | 3   | 3   | 1   | 2   | 5   | 4   | 1   | 3   | 3   | 5   | 4   | 5   | 2   | 3   | 652      | 2位        |
| 2024 | 55  | サインツ   | 3   | WD  | 1   | 3   | 5   | 5   | 5   | 5   | 5   | 3   | Ret | 6   | 5   | 3   | 5   | 6   | 6   | 5   | 4   | 17† | 7   | 2   | 2   | 1   | 5   | Ret | 3   | 4   | 6   | 2   | 652      | 2位        |
| 2024 | 38  | ベアマン   |     | 7   |     |     |     |     |     |     |     |     |     |     |     |     |     |     |     |     |     |     |     |     |     |     |     |     |     |     |     |     | 652      | 2位        |

- 太字はポールポジション、斜字はファステストラップ
- † 印はリタイアだが、90%以上の距離を走行したため規定により完走扱い。